# Коллисон, Джек
Джек Дэ́вид Ко́ллисон (англ. Jack David Collison; 2 октября 1988, Уотфорд) — валлийский футболист, полузащитник, ныне — главный тренер юношеского состав «Вест Хэма».

## Карьера
Коллисон — выпускник знаменитой футбольной академии «Вест Хэм Юнайтед». В основной состав «Вест Хэма» впервые вызван был в ноябре 2007 года на матч против «Болтона». Дебютировал 1 января 2008 года в игре с «Арсеналом», заменив шведа Фредди Юнгберга. Первый гол забил 8 ноября 2008 года в ворота «Эвертона» на «Аптон Парк». По итогам сезона Коллисон был признан лучшим молодым игроком года «Вест Хэма».
В феврале 2016 года объявил о завершении карьеры, в возрасте 27 лет, причина из-за хронической травмы колена.